# Contea autonoma Dong di Yuping
La contea autonoma Dong di Yuping (玉屏侗族自治县S, Yùpíng dòngzú ZìzhìxiànP) è una contea della Cina, situata nella provincia del Guizhou e amministrata dalla prefettura di Tongren.